# Port-la-Joye (Nouvelle-France)
Port-la-Joye, aussi orthographié Port-LaJoye, est fondé en 1720 après que le gouvernement français s'est assuré de son autorité sur l'île Saint-Jean. La colonisation de la région commence donc dès l'arrivée d'une expédition envoyée par le comte de Saint-Pierre. Elle s'établit à l'ouest de l'entrée du havre au site nommé Port-la-Joye, qui devient alors centre administratif même si d'autres lieux possèdent un potentiel commercial supérieur. Les Britanniques confirment cette décision lorsqu'ils se rendent maîtres de la région après la capitulation de la forteresse de Louisbourg en 1758. 

## Histoire

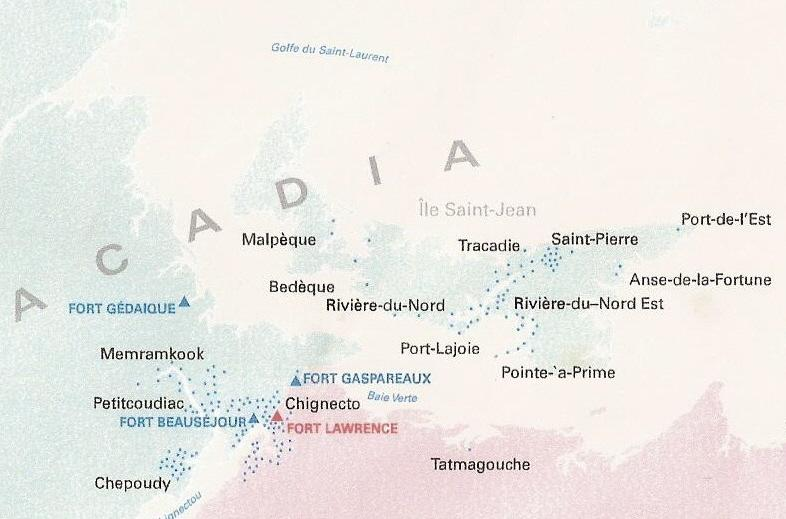
Port-la-Joye en 1750.

Les premiers colons européens dans la région sont des militaires français de la forteresse de Louisbourg, qui fondent une colonie en 1720, Port-la-Joye, sur la partie sud-ouest du port, en face de l'actuelle ville de Charlottetown. Cet effort de colonisation a été dirigé par Michel Haché-Gallant, qui a utilisé sa chaloupe pour transporter les Acadiens de Louisbourg à Île Royale.
Les familles venues s'installer à Port-la-Joye en 1720 sont celle de Michel Haché-Gallant de Beaubassin et celle de Pierre et Joseph Martine, de Pisiguit. En 1721, Charles Haché-Gallant et son frère Pierre arrivent les premiers à Port-la-Joye. En 1722, c'est au tour de Jean-Baptiste Haché-Gallant. En 1726, Pierre Martin et son fils s'installent sur la rivière du Nord-Est. En 1728, Michel Hébert et Pierre Buot s'installent à leur tour. Les Acadiens émigrent vers l'île Saint-Jean à cette époque à cause de la difficulté d'obtenir de nouvelles terres dans l'actuelle Nouvelle-Écosse alors que les familles s'agrandissent.
Les colons acadiens établissent des fermes dans les alentours sous contrôle français de 1720–1745 et 1746-1758. Les militaires français mettent en place une petite force militaire à l'avant-poste, en garnison avec des troupes de Louisbourg. Le moral est bas, et les troupes sont rarement relevées en raison de leur impopularité. La caserne de bois offre une faible protection contre les rudes hivers, le vent, la pluie et la neige tourbillonnant alors entre les murs de piquets et les toits de planches pourries.
Après la chute de Louisbourg (Île-Royale) le 26 juillet 1758, c'est au tour de Port-la-Joye de capituler face aux forces britanniques. menées par le lieutenant-colonel Andrew Rollo, le 17 août 1758. Il capture 2 500 personnes qui sont déportées en France. 
Après 1758, Port-la-Joye est rebaptisé Fort Amherst par les Britanniques, et les défenses sont renforcées. En 1768, le topographe Charles Morris conçoit un nouveau site urbain de l'autre côté du havre. Ce village est nommé Charlottetown en l'honneur de Charlotte, épouse du roi George III. Port-la-Joye tombe alors dans l'oubli, les habitants ayant été déportés.